# Jennie Makaal
Jennie Makaal (Rayton (Sudáfrica), 2 de agosto de 1913-Durban, 15 de septiembre de 2002) fue una nadadora sudafricana especializada en pruebas de estilo libre, donde consiguió ser medallista de bronce olímpica en 1932 en los 400 metros.

## Carrera deportiva
En los Juegos Olímpicos de Los Ángeles 1932 ganó la medalla de bronce en los 400 metros estilo libre con un tiempo de 5:47.3 segundos, tras las nadadoras estadounidenses Helene Madison (oro con 5:28.5 segundos) y Lenore Kight.